# Neoitamus dasymallus
Neoitamus dasymallus är en tvåvingeart som först beskrevs av Gerstaecker 1861.  Neoitamus dasymallus ingår i släktet Neoitamus och familjen rovflugor. Inga underarter finns listade i Catalogue of Life.